# Kónya vicsorgó
A kónya vicsorgó (Lathraea squamaria) az ajakosvirágúak (Lamiales) rendjébe, ezen belül a vajvirágfélék (Orobanchaceae) családjába tartozó faj.

## Előfordulása
A kónya vicsorgó csaknem egész Európában megtalálható. Szurdokerdők és ligeterdők élősködő növénye. Magyarországon többek közt a Gödöllői-dombság területén él.

## Megjelenése
A kónya vicsorgó 10-25 centiméter magas, halványpiros, ritkábban fehéres, levélzöld nélküli évelő növény. Rizómáját (gyöktörzsét) vastag pikkelyek borítják. A hengeres száron is csak levélszerű pikkelyek találhatók. Lombos fák (mogyoró, bükk, gyertyán, éger és szil) gyökerein élősködik. Halványpiros, 1-1,5 centiméter hosszú, két ajkú virágai egy oldalra néző, eleinte bókoló fürtöt alkotnak.

## Életmódja
A virágzási ideje március–május között van.

## Képek

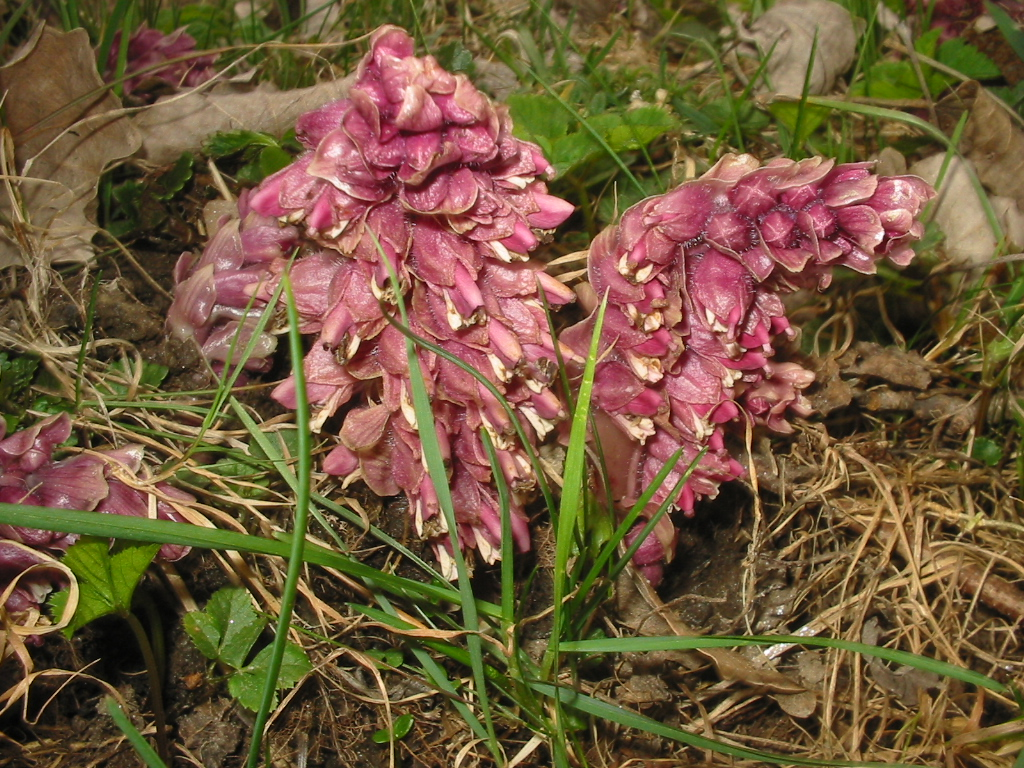
A szabad
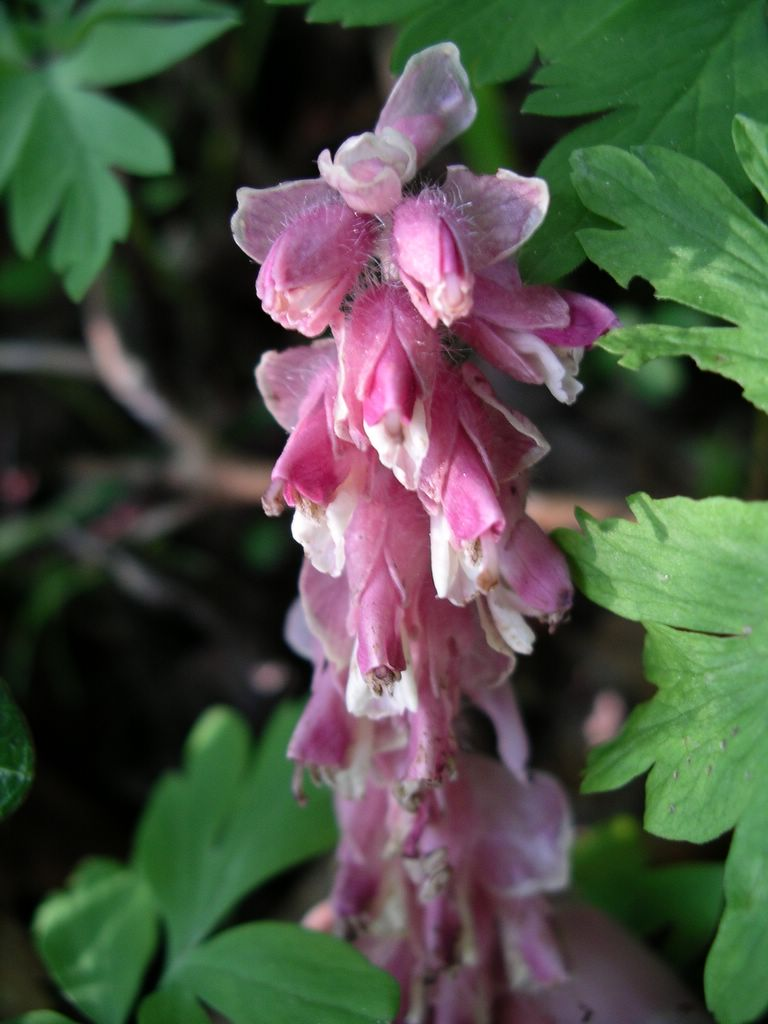
természetben
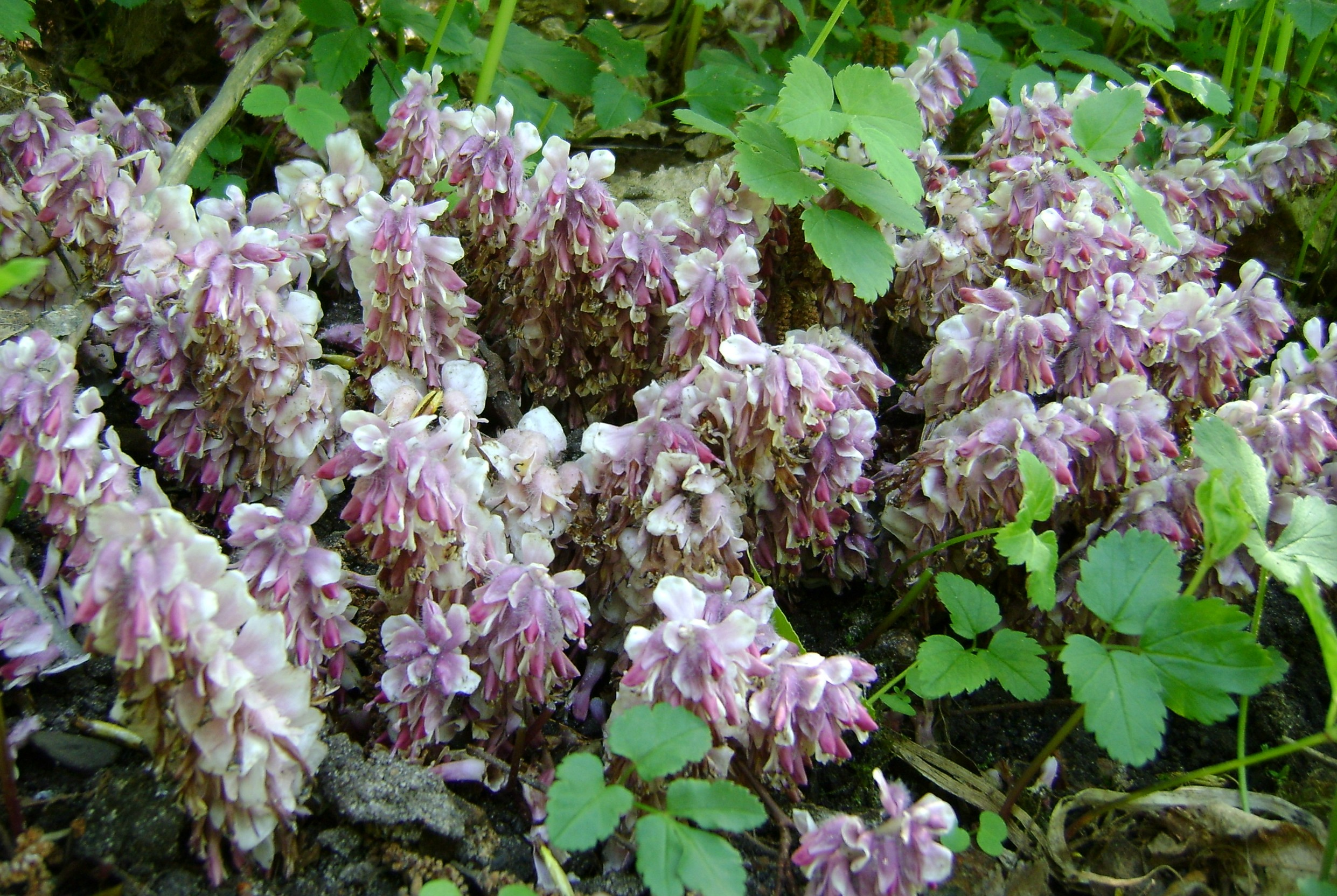
Telepe
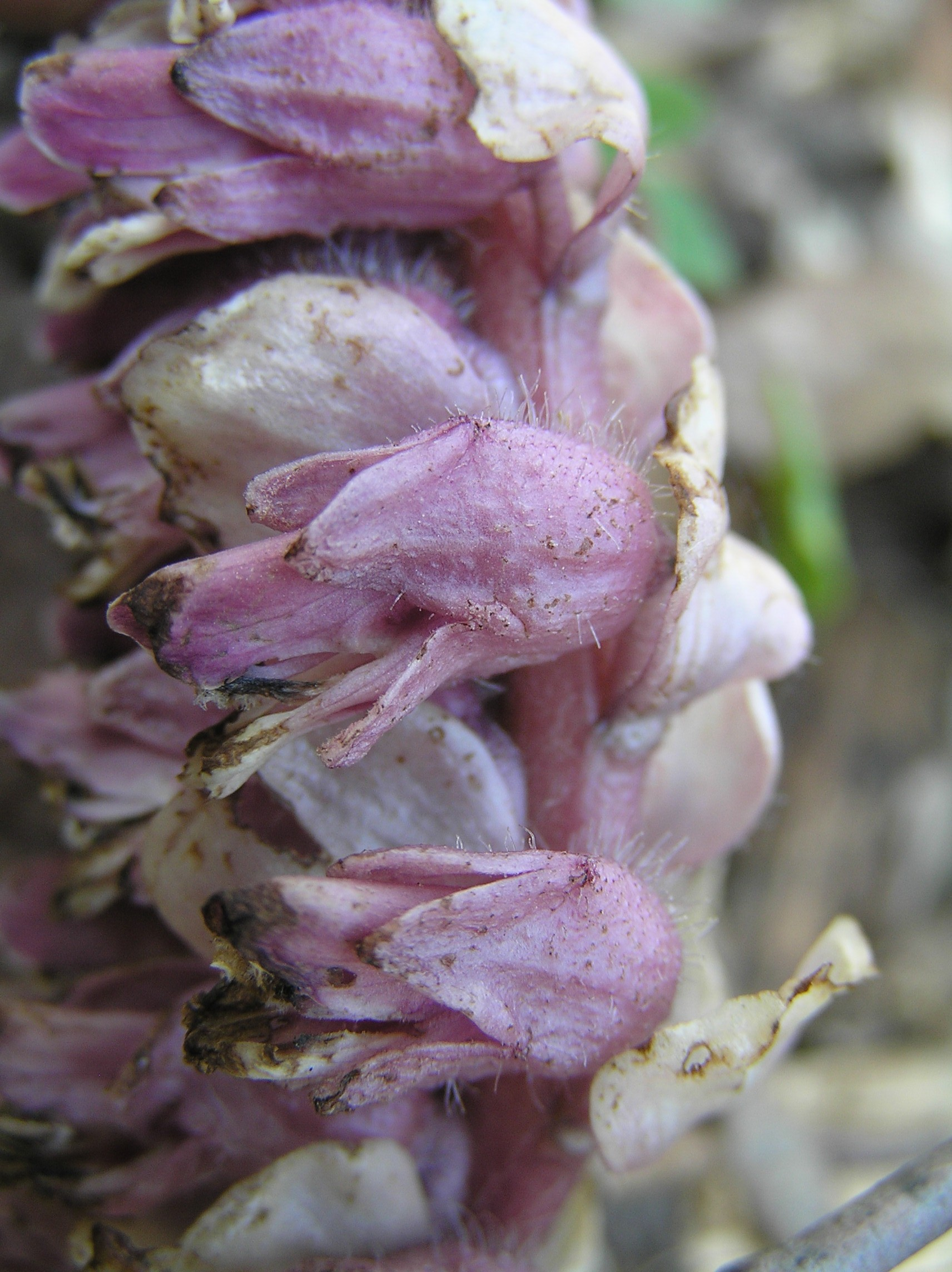
Virágai közelről
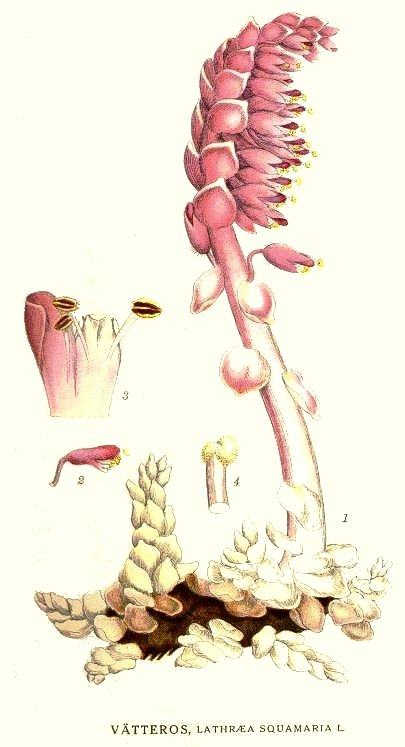
Rajzok a növényről
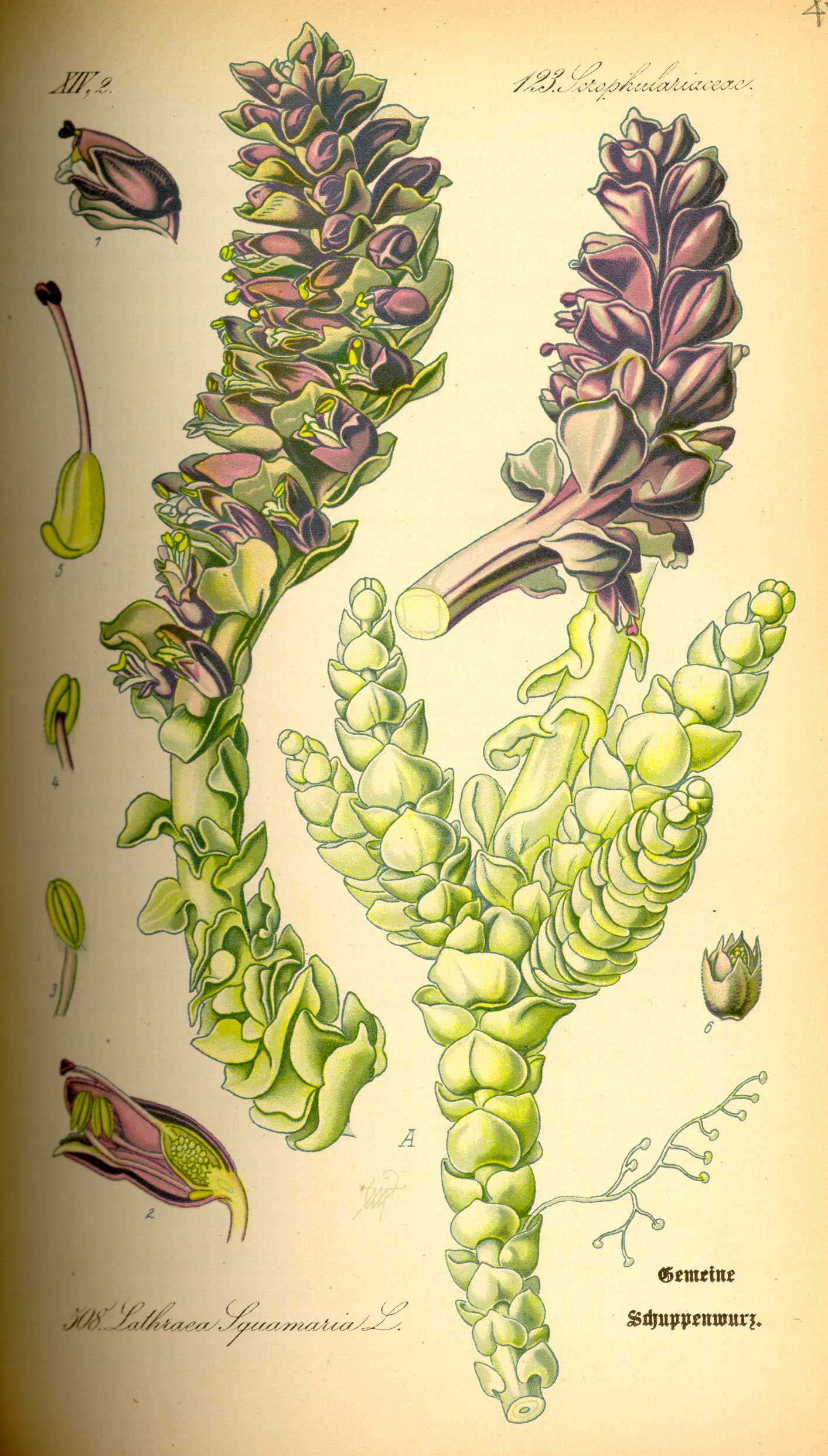